# Pech (Ariège)
Pech es una comuna francesa situada en el departamento de Ariège, de la región de Occitania.

## Historia
Entre 1790 y 1794 pasó a formar parte de la comuna de Les Cabannes, y entre 1795 y 1800 fue reconstituida a partir de sus antiguos territorios.

## Demografía
| Gráfica de evolución demográfica de Pech entre 1800 y 2022 |
|                                                            |

Los datos demográficos contemplados en este gráfico se han cogido de la página francesa EHESS/Cassini.